# Rienzi
Rienzi, der Letzte der Tribunen (WWV 49) (Rienzi, el darrer dels tribuns) és una òpera de Richard Wagner en cinc actes, amb llibret escrit pel mateix compositor basat en la novel·la homònima d'Edward Bulwer-Lytton. El títol s'abreuja habitualment com a Rienzi. Composta entre juliol de 1838 i novembre de 1840, fou estrenada al Königlich Sächsisches Hoftheater de Dresden el 20 d'octubre de 1842. A Catalunya s'estrenà al Gran Teatre del Liceu el 20 de gener de 1951.
L'òpera està ambientada a Roma i es basa en la vida de Cola di Rienzo (1313–1354), una figura populista italiana tardomedieval que aconsegueix burlar i després derrotar els nobles i els seus seguidors i augmentar el poder del poble. Magnànim al principi, es veu obligat pels esdeveniments a esclafar la rebel·lió dels nobles contra el poder del poble, però l'opinió popular canvia i fins i tot l'Església, que l'havia impulsat a afirmar-se, es gira en contra seu. Al final, la població crema el Capitoli, en el qual Rienzi i uns quants adherents han fet una última intervenció.

## Història de la composició

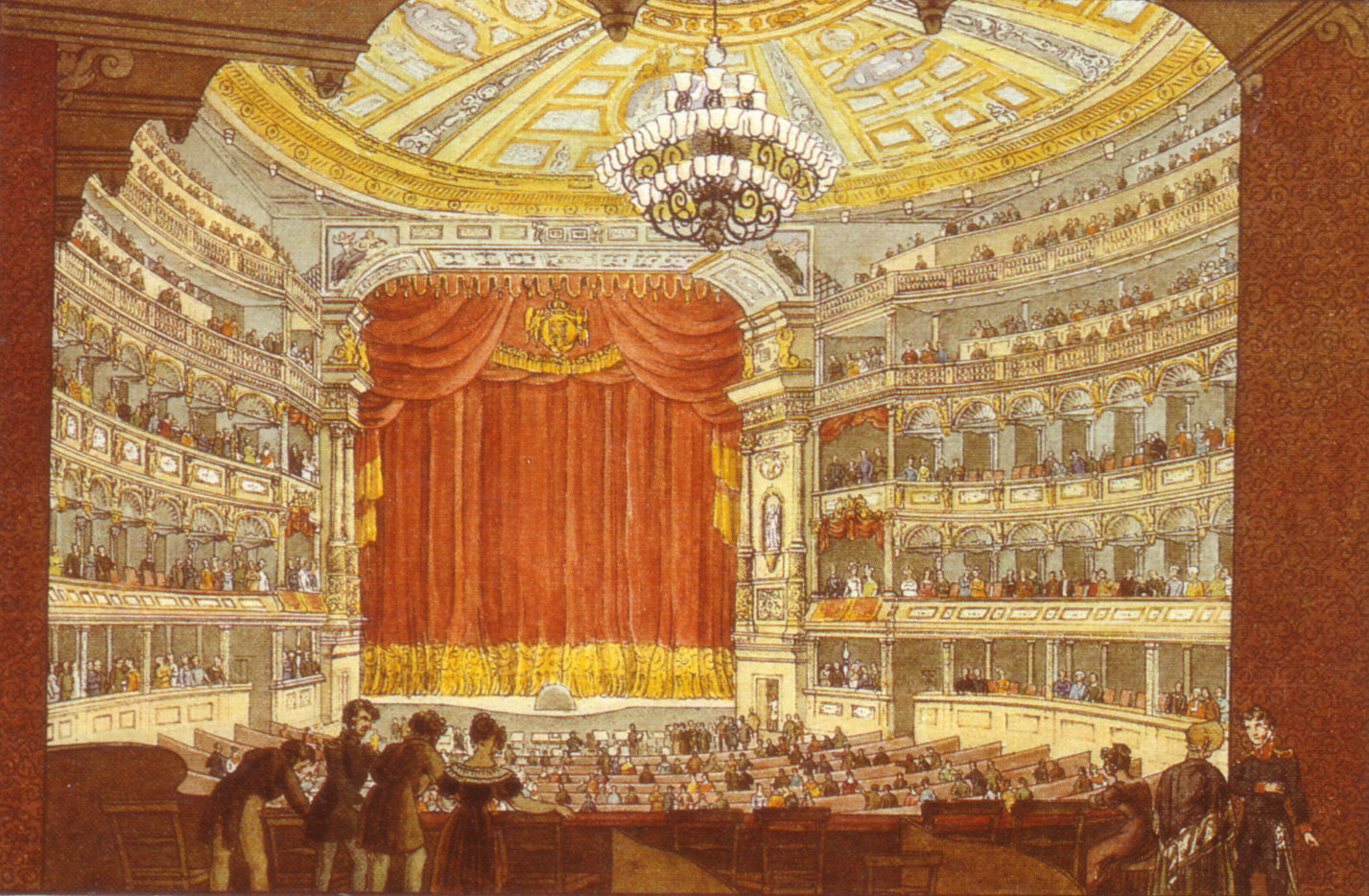
Interior de la primera Òpera de Dresden, on es va estrenar Rienzi el 1842 (esbós contemporani de JCA Richter)

Rienzi és la tercera òpera completada per Wagner, i està escrita principalment en un estil de Grand opéra. En el seu assaig de 1860 "Música del futur", Wagner la va anomenar "una obra plena de foc juvenil" que es va inspirar en "l'òpera heroica de Spontini" i la gran òpera parisenca de Daniel Auber, Giacomo Meyerbeer i Fromental Halévy. Les representacions de Rienzi de la màfia, l'ethos liberal associat a l'heroi i la intervenció política d'un clergat reaccionari recorden La vestale de Spontini (1807), La Juive de Halévy (1835) i Les Huguenots (1836) de Meyerbeer. Cada acte acaba amb un conjunt final estès i està ple de solos, duets, trios i escenes de multitud. També hi ha un ballet ampliat a l'acte II segons el format acceptat de la Grand opéra. Hans von Bülow va fer broma més tard dient que "Rienzi és la millor òpera de Meyerbeer".
Wagner va començar a redactar l'òpera a Riga el 1837, després de llegir la novel·la de Lytton (tot i que John Deathridge ha argumentat que l'obra de Wagner també té la influència de l'"obra anglesa de gran èxit" de Mary Russell Mitford de 1828, Rienzi). Durant una visita l'any 1839 a la ciutat balneària de Boulogne, Wagner es va acostar a Meyerbeer amb un esborrany parcial de Rienzi, i el compositor ancià va respondre amb ànims. Meyerbeer també va presentar Wagner a Ignaz Moscheles, que també s'allotjava a Boulogne; tal com comenta Ernest Newman, aquesta va ser "la primera trobada de Wagner amb autèntiques celebritats musicals internacionals". Quan l'òpera es va acabar el 1840, Wagner esperava que s'estrenés a l'⁣Òpera Reial de Berlín o a l'⁣Òpera de París.
Diverses circumstàncies, inclosa la seva manca d'influència, ho van impedir. A més, l'esposa de Wagner, Minna, en una carta del 28 d'octubre de 1840 a l'amic de Wagner, Apel, que probablement havia suggerit per primera vegada que Wagner compongués Rienzi, esmenta un pla per interpretar l'obertura a Rienzi "d'aquí a quinze dies", però conté un indici clar que el seu marit acabava de ser ingressat a una presó de deutors. La partitura completa de Rienzi es va completar el 19 de novembre de 1840.
El 1841 Wagner es va traslladar a Meudon, als afores de París, on les lleis del deute es podrien eludir més fàcilment, mentre esperava els avenços per a Rienzi, ja que ja havia escrit al rei Frederic August II de Saxònia, demanant-li que encarregués una producció de l'obra a Dresden.

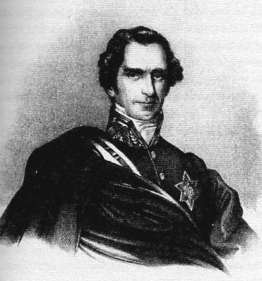
Baró von Lüttichau (1786–1863), director general de l'Òpera de Dresden des de 1824

Amb el suport de Meyerbeer, es va organitzar una posada en escena de Rienzi a Dresden; Meyerbeer va escriure al director de l'òpera de Dresden, el baró von Lüttichau, que trobava l'òpera "rica en fantasia i de gran efecte dramàtic". Això, amb la proposta d'escenificació de Der fliegende Holländer a Berlín, també recolzada per Meyerbeer, va persuadir Wagner de tornar a Alemanya l'abril de 1842. Durant els assajos els intèrprets es van mostrar molt entusiastes; el tenor Tichatschek, en el paper principal, va quedar tan impressionat amb un passatge de l'acte III (més tard esborrat a causa de la durada de l'òpera), que "en cada assaig, cadascun dels solistes va aportar un groschen de plata a un fons que Tichatschek havia començat... Ningú sospitava que el que era una broma amable per a ells era el mitjà per comprar [per a Wagner] un bocí extra de menjar tan necessari."
L'estrena de Rienzi va tenir lloc el 20 d'octubre de 1842 a la nova Òpera de Dresden, dissenyada per l'arquitecte Gottfried Semper i inaugurada l'any anterior. Semper i Wagner es van fer amics més tard a Dresden, una connexió que finalment va portar a Semper a oferir dissenys que es van convertir en la base del Festspielhaus de Wagner a Bayreuth.

La primera actuació de Rienzi va tenir una bona acollida a Dresden tot i que va durar més de sis hores (entreactes inclosos). Una llegenda és que, tement que el públic se n'anés, Wagner va aturar el rellotge damunt de l'escenari. En les seves memòries posteriors, Mein Leben, Wagner va recordar:
Cap experiència posterior m'ha donat sensacions ni de lluny semblants a les que vaig tenir aquest dia de la primera actuació de Rienzi. L'única ansietat massa fundada pel que fa al seu èxit ha dominat tant els meus sentiments en totes les primeres representacions posteriors de les meves obres que mai no vaig poder gaudir-ne realment ni fer-me una idea de la manera com es comportava el públic. [. . . ] Sens dubte, l'èxit inicial de Rienzi estava assegurat per endavant. Però la manera ruidosa en què el públic es va declarar parcialment va ser extraordinària... El públic havia estat força predisposat a acceptar-ho, perquè tots els relacionats amb el teatre havien estat difonent informes tan favorables... que tota la població esperava amb il·lusió el que s'anunciava com un miracle... En tractar de recordar la meva condició aquell vespre, només puc recordar-la com a posseïdor de totes les característiques d'un somni.
Posteriorment, Wagner va experimentar amb donar l'òpera durant dues nits (a proposta de von Lüttichau), i fent retallades per permetre una actuació més raonable en una sola vetllada.

## Representacions
Malgrat les reserves de Wagner, Rienzi va continuar sent una de les seves òperes de més èxit fins a principis del segle xx. Només a Dresden, va arribar a la seva actuació número 100 el 1873 i a 200 el 1908 i es va representar regularment al llarg del segle XIX als principals teatres d'òpera d'Europa i més enllà, inclosos els d'Amèrica i Anglaterra el 1878/9. L'⁣estrena a París de Rienzi finalment va tenir lloc el 6 d'abril de 1869 al Théâtre Lyrique sota la batuta de Jules Pasdeloup. L'estrena als Estats Units va tenir lloc el 4 de març de 1878 a l'⁣Acadèmia de Música de Nova York i va ser seguida el 27 de gener de 1879 per la primera actuació del Regne Unit al Her Majesty's Theatre de Londres. L'obertura va ser la primera obra interpretada al concert inaugural de Henry Wood Promenade al Queen's Hall de Londres l'agost de 1895.
Una posada en escena a l'⁣English National Opera de Londres, produïda per Nicholas Hytner el 1983, va situar l'heroi en el context del totalitarisme del segle xx. Una producció de David Pountney a l'⁣Òpera Estatal de Viena el 1999 va situar l'obra en un "futur proper". Sobre aquesta producció Pountney va escriure:
Wagner va invertir la realització musical de Rienzi amb l'extravagància sense vergonya i l'exageració sense gust d'un hotel de Las Vegas... només l'ús deliberat i descarat del kitsch podria igualar aquesta egomania musical.
Altres produccions contemporànies han estat rares. Les actuacions es van oferir al Theater Bremen a l'abril/maig de 2009 i a la Deutsche Oper Berlin i l'Oper Leipzig a l'abril/maig de 2010. El juliol de 2013, l'any del bicentenari del naixement de Wagner, les representacions de les tres primeres òperes de Wagner, inclosa Rienzi, van tenir lloc per primera vegada a Bayreuth, a l'⁣Oberfrankenhalle. Aquesta actuació va retallar algunes parts, inclòs el ballet del segon acte. L'estrena de Boston va ser produïda en concert per Odyssey Opera el setembre de 2013 com a actuació inaugural. L'estrena australiana va ser un concert de Melbourne Opera el desembre de 2013, com a part de les celebracions del bicentenari.

## Rols

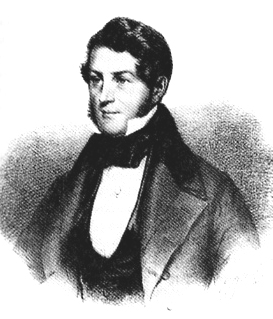
Carl Reißiger, director de la primera actuació de Rienzi

| Rol                                                                      | Tipus de veu          | Elenc de l'estrena, 20 d'octubre de 1842 Director: Carl Reißiger |
| ------------------------------------------------------------------------ | --------------------- | ---------------------------------------------------------------- |
| Cola Rienzi, notari romà, proclamat tribú                                | tenor                 | Josef Tichatschek                                                |
| Irene, la seva germana                                                   | soprano               | Henriette Wüst                                                   |
| Stefano Colonna, un noble                                                | bass                  | Georg Wilhelm Dettmer                                            |
| Adriano, el seu fill                                                     | soprano (en travesti) | Wilhelmine Schröder-Devrient                                     |
| Paolo Orsini, un altre patrici                                           | bass                  | Johann Michael Wächter                                           |
| Raimondo, legat papal                                                    | bass                  | Gioacchino Vestri                                                |
| Baroncelli, ciutadà romà                                                 | tenor                 | Friedrich Traugott Reinhold                                      |
| Cecco del Vecchio, ciutadà romà                                          | bass                  | Karl Risse                                                       |
| El missatger de la pau                                                   | soprano               | Anna Thiele                                                      |
| Ambaixadors, nobles, capellans, monjos, soldats, missatgers, poble (cor) |                       |                                                                  |

## Argument

### Obertura

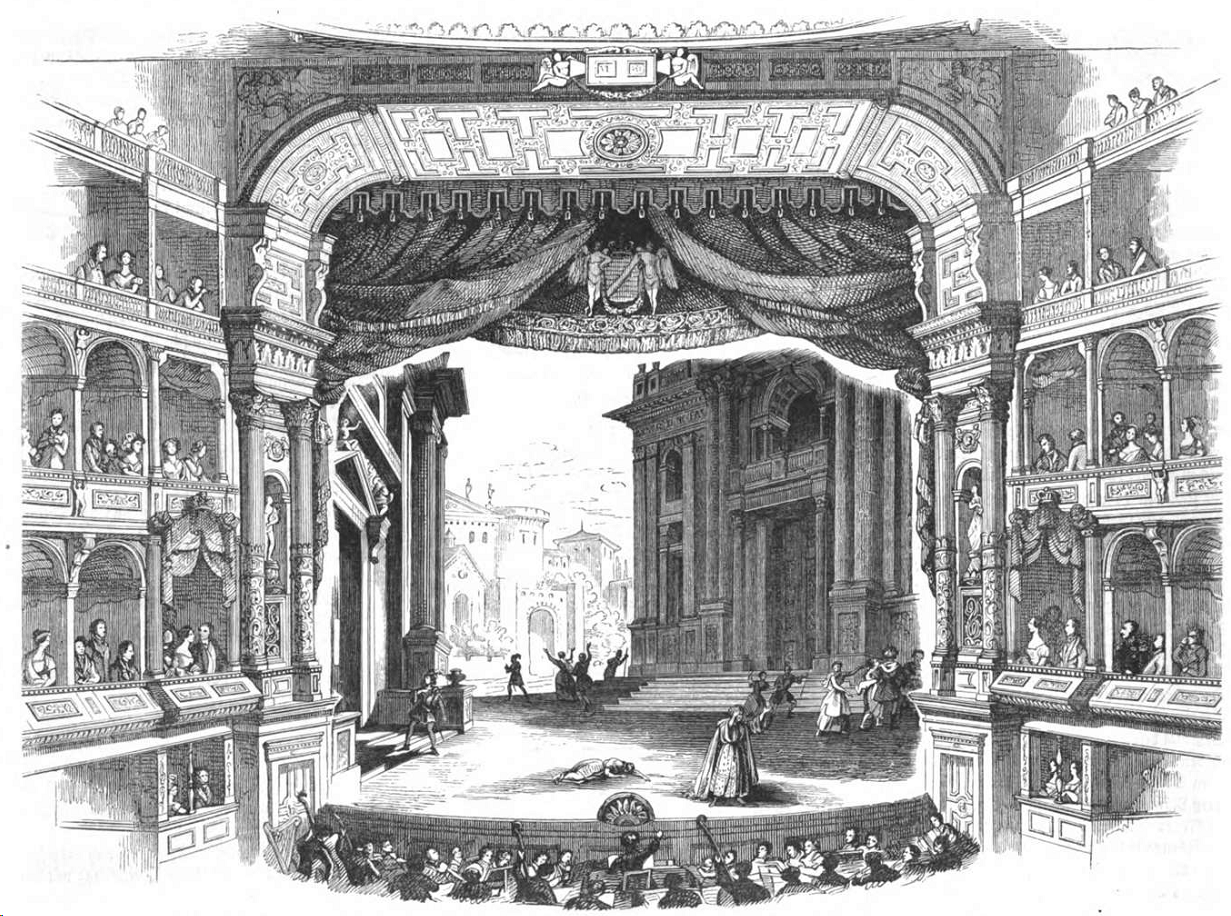
Acte IV, última escena, a l'Òpera de Dresden (1842)

L'òpera s'obre amb una obertura substancial que comença amb una crida de trompeta (que a l'acte III sabem que és la crida de guerra de la família Colonna) i compta amb la melodia de la pregària de Rienzi a l'inici de l'acte IV, que es va convertir en l'ària més coneguda de l'òper. L'obertura acaba amb una marxa militar.

### Acte I
Fora de la casa de Rienzi

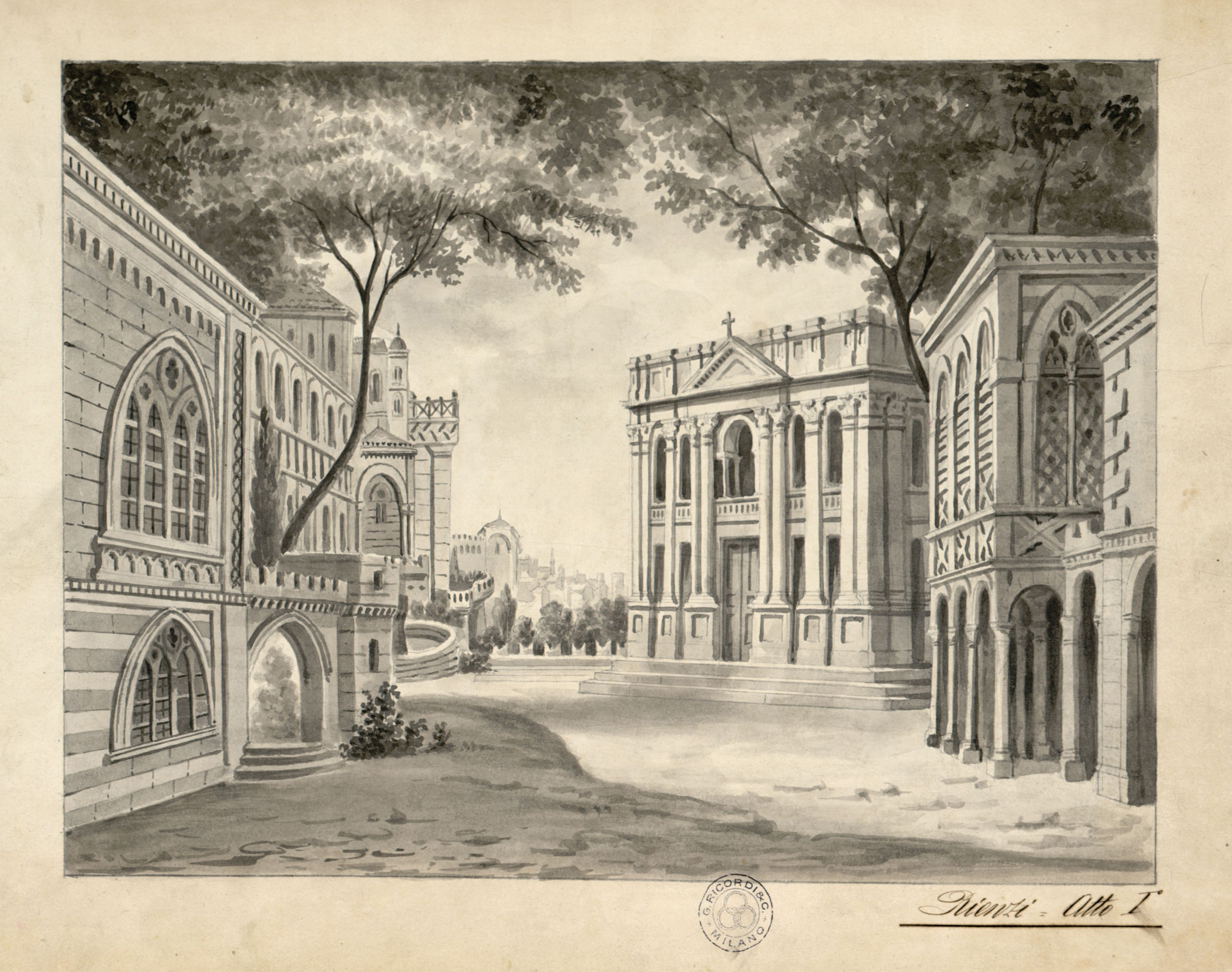
Una via, nel fondo la chiesa del Laterano. A la dreta de la casa de Rienzi, escenografia per a l'acte I de Rienzi (1842).

El patrici Orsini i els seus companys intenten segrestar la germana de Rienzi, Irene. Stefano Colonna, també patrici però inclinat a donar suport a Rienzi, els ho impedeix. Raimondo fa una crida a les parts en nom de l'Església perquè aturin els seus combats; l'aparició eventual de Rienzi (marcada per un canvi dramàtic de la tonalitat, de re a mi bemoll) sufoca el motí. El poble romà fa costat a la condemna de Rienzi dels nobles. Irene i Adriano s'adonen de la seva atracció mútua (duet Ja, eine Welt voll Leiden – Sí, un món de dolors). Una multitud de plebeus, inspirada en els discursos de Rienzi, ofereix a Rienzi la corona; ell s'hi nega, insistint que només desitja ser un tribú del poble romà.

### Acte II
Una sala al Capitoli
Els patricis planifiquen la mort de Rienzi; Adriano s'horroritza quan se n'assabenta. Rienzi saluda un grup d'⁣ambaixadors per als quals s'ofereix un entreteniment (un ballet llarg). Orsini intenta apunyalar a Rienzi, que tanmateix està protegit per una armilla de cota de malla. Adriano demana pietat a Rienzi amb els nobles, cosa que Rienzi concedeix.
El ballet de l'acte II és destacable, ja que Wagner va fer un clar intent de fer-lo rellevant per a l'acció de l'òpera (mentre que en la majoria de les grans òperes el ballet era simplement una diversió entretinguda). El ballet de Rienzi pretenia explicar la història de la "Violació de Lucrècia". Aquesta història (en la qual Tarquinius, l'últim rei de Roma, intenta violar la virtuosa Lucrècia), és paral·lela tant a l'acció de Rienzi (l'atemptat d'Orsini contra Irene) com al seu rerefons (patricis enfront del poble). En la seva forma original, el ballet dura més de mitja hora; en les actuacions i enregistraments moderns, generalment es retalla dràsticament.

### Acte III
El Fòrum Romà
Els patricis han reclutat un exèrcit per marxar sobre Roma. La gent està alarmada. Rienzi desperta el poble i el porta a la victòria sobre els nobles, en el curs de la qual el pare d'Adriano, Stefano, és assassinat. Adriano jura venjança, però Rienzi el destitueix.

### Acte IV
Davant l'⁣Església del Laterà
Cecco i altres ciutadans discuteixen les negociacions dels patricis amb el Papa i amb l'emperador d'Alemanya. Adriano té dubtes en la intenció de matar a Rienzi quan aquest arriba juntament amb Irene. Raimondo anuncia ara que el Papa ha posat una prohibició papal a Rienzi i que els seus associats corren el risc d'excomunió. Malgrat les instàncies d'Adriano, Irene decideix quedar-se amb Rienzi.

### Acte V
Escena 1: Una habitació al Capitoli
Rienzi en la seva pregària Allmächt'ger Vater (Pare Totpoderós!) afirma la seva fe en el poble de Roma. Ell suggereix a Irene que busqui seguretat amb Adriano, però ella s'oposa. Entra Adriano que es disculpa i diu a la parella que s'ha de cremar el Capitoli i que estan en perill.
Escena 2: El Capitoli està en flames
Els intents de parlar de Rienzi es troben amb pedres i insults de la multitud voluble. Adriano, en intentar rescatar Rienzi i Irene, és assassinat amb ells quan l'edifici s'ensorra.
A les actuacions originals, les últimes paraules de Rienzi són amargues i pessimistes: "Que la ciutat sigui maleïda i destruïda! Desintegra't i marceix, Roma! La teva gent degenerada així ho desitja". No obstant això, per a l'actuació de Berlín de 1847, Wagner va substituir una retòrica més optimista: "Mentre queden els set turons de Roma, sempre que hi hagi la ciutat eterna, veuràs el retorn de Rienzi!".

## Recepció i representacions
Rienzi va ser un èxit immediat iiel seu primer èxit real, crucial en la carrera de Wagner, llançant-lo com un compositor a tenir en compte. Va ser seguit, en pocs mesos, pel seu nomenament com a mestre de capella a l'Òpera de Dresden (febrer de 1843), que també li va donar un prestigi considerable. També va rebre elogis de la crítica en altres llocs d'Europa. El jove Eduard Hanslick, que després serà un dels principals adversaris crítics de Wagner, va escriure el 1846 a Viena⁣:
Sóc de la ferma opinió que [Rienzi ] és el millor assolit en la gran òpera en els darrers dotze anys, que és la creació dramàtica més significativa des de Les Huguenots, i que marcarà una època com ho van fer Les Huguenots, Der Freischütz i Don Giovanni, cadascun pel seu respectiu període de la història musical.
Altres comentaris crítics al llarg dels segles han inclòs (a part de la burla de von Bulow sobre que és 'la millor òpera de Meyerbeer'), 'La pitjor òpera de Meyerbeer' (Charles Rosen), 'un atac de xarampió musical' (Ernest Newman) i 'el millor drama musical mai compost' (Gustav Mahler).
Franz Liszt va escriure una "Fantasia sobre temes de Rienzi " (S. 439) per a piano el 1859.

Wagner més tard va percebre Rienzi com una vergonya; en el seu assaig autobiogràfic de 1852, <i>A Communication to My Friends</i>, va escriure "Jo només ho vaig veure en forma de 'cinc actes', amb cinc 'finals' brillants, amb himnes, processons i el xoc musical d'armes". Cosima Wagner va registrar el comentari de Wagner al seu diari del 20 de juny de 1871:
Rienzi em repugna molt, però almenys haurien de reconèixer el foc que hi ha; vaig ser director musical i vaig escriure una gran òpera; el fet que va ser aquest mateix director musical qui els va donar uns fruits secs per trencar, això és el que els hauria de sorprendre.
Així, l'obra ha quedat fora del cànon de Wagner actual, i només es va representar al Festival de Bayreuth l'any 2013, posada en escena per Matthias von Stegmann. Tot i que el compositor ho va negar, es pot observar que Rienzi prefigura temes (relacions entre germans, ordre social i revolució) als quals Wagner havia de tornar sovint en les seves obres posteriors.

## Enregistraments
Les gravacions completes (i les actuacions) de Rienzi són rares, tot i que l'obertura es troba regularment a les emissions de ràdio i els CD recopilatoris. Els talls significatius de la partitura són habituals en les gravacions.
Les gravacions d'àudio inclouen:
- Winfried Zillig dirigint la Sinfonieorchester des Hessischen Rundfunks. Günther Treptow, Trude Eipperle, Helmut Fehn, Erna Schlüter, Rudolf Gonszar, Heinz Prybit. Frankfurt, 1950.
- Josef Krips dirigint l'Orquestra Simfònica de Viena. Set Svanholm, Walter Berry, Christa Ludwig, Alois Pernerstorfer, Paul Schöffler . 1960 (Melodrama).
- Heinrich Hollreiser dirigint la Dresden Staatskapelle . René Kollo, Siv Wennberg, Janis Martin, Theo Adam. 1976 (EMI). (Enregistrament complet de la versió escurçada de Wagner de 1843)
- Edward Downes dirigint la BBC Northern Symphony Orchestra . John Mitchinson, Lorna Haywood, Michael Langdon, Raimund Herincx . 1976 (Ponto POCD1040) (Enregistrament complet i sense tallar de la versió "original" de Wagner de 1842 )
- Wolfgang Sawallisch dirigint l'Orquestra de l'Òpera Estatal de Baviera . René Kollo, Jan-Hendrik Rootering, Cheryl Studer, John Janssen. 1983 (Orfeu d'Oro)
- Sebastian Weigle dirigint la Frankfurter Opern- und Museumorchester. Peter Bronder, Christiane Libor, Falk Struckmann, Claudia Mahnke . 2013 (Oehms Classics)

Les gravacions de vídeo inclouen:
- Philipp Stölzl (director) i Sebastian Lang-Lessing (director) a la Deutsche Oper Berlin, protagonitzada per Torsten Kerl (Rienzi), Camilla Nylund (Irene), Kate Aldrich (Adriano). 2010 (Unitel Classica / Arthaus Musik)
- Jorge Lavelli (director) i Pinchas Steinberg (director) al Toulouse Théâtre du Capitole, protagonitzats per Torsten Kerl (Rienzi), Marika Schönberg (Irene), Daniela Sindram (Adriano). 2013 (Opus Arte)